# C. J. Wallace
Christopher George Latore Wallace Jr. (* 29. Oktober 1996 in New York City, Vereinigte Staaten) ist ein US-amerikanischer Schauspieler und Unternehmer.

## Kindheit und Jugend
Christopher wurde als zweites Kind der Familie Wallace im Jahre 1996 in New York City geboren. Sein Vater ist die Rap-Legende Biggie Smalls, seine Mutter die R&B-Sängerin Faith Evans. Er hat eine große Schwester, die drei Jahre ältere T'yanna Wallace, die aus der ersten Partnerschaft seines Vaters stammt.

## Karriere
Wallace  ist ein leidenschaftlicher Rapper, Unternehmer und zudem auch noch Schauspieler. Seine wohl bekannteste Rolle hatte er im Jahr 2009,  als er seinen Vater im Film The Notorious B.I.G  als Heranwachsenden darstellt. Neben dieser Darbietung hatte er noch ein paar weitere Rollen, mit denen er jedoch nicht für große Aufmerksamkeit sorgen konnte. Im März 2019 gründete er gemeinsam mit seinem Stiefvater und einem Unternehmer namens Willie Mac eine Cannabis-Firma mit dem Titel Think BIG.

## Filmografie (Auswahl)
- 2009: Notorious B.I.G.
- 2010: Alles muss Raus (Everything Must Go)
- 2018: Monsters and Men
- 2019: Scream (Fernsehserie, Folge 3x01–3x04)